# 3-й Алабамский пехотный полк
3-й Алабамский пехотный полк (англ. 3rd Regiment Alabama Infantry) — представлял собой один из пехотных полков армии Конфедерации во время Гражданской войны в США. Полк  прошёл все сражения гражданской войны на востоке от сражения при Севен-Пайнс до капитуляции при Аппоматтоксе.

## Формирование
3-й Алабамский был сформирован в апреле 1861 года в округе Монтгомери полковником Джонсом Уитерсом из местных отрядов вооружённого ополчения (подполковником стал Теннант Ломакс, майором Каллен Бэттл, а адъютантом Чарльз Форсайт). Он первым из Алабамских полков был направлен в штат Виргиния, где 4 мая в Линчберге был принят на службу в армию Конфедерации и причислен к Норфолкскому департаменту.
| Рота | Первоначальное название   | Территория  | Командир                    |  |
| ---- | ------------------------- | ----------- | --------------------------- |  |
| A    | Mobile Cadets             | Мобил       | капитан Роберт Сэндс        |  |
| B    | Gulf City Guards          | Мобил       | капитан Уильям Хартуэлл     |  |
| C    | Tuskegee Light Infantry   | округ Мэкон | капитан Уильям Суонсон      |  |
| D    | Southern Rifles           | округ Мэкон | капитан Ричард Холмс Пауэлл |  |
| E    | Washington Light Infantry | Мобил       | капитан Арчибальд Грэйси    |  |
| F    | Metropolitan Guards       | Монтгомери  | капитан Уинстон Хантер      |  |
| G    | Montgomery True Blues     | Монтгомери  | капитан Уильям Эндрюс       |  |
| H    | Beauregard-Lowndes        |             | капитан Малахия Форд Бонэм  |  |
| I    | Wetumpka Light Guards     |             | капитан Эдвард Риди         |  |
| K    | Mobile Rifles             |             | капитан Льюис Вудрафф       |  |
| L    | Dixie Eagles              |             | капитан Чандлер Мерсер Поуп |  |

## Боевой путь

### Норфолкский департамент

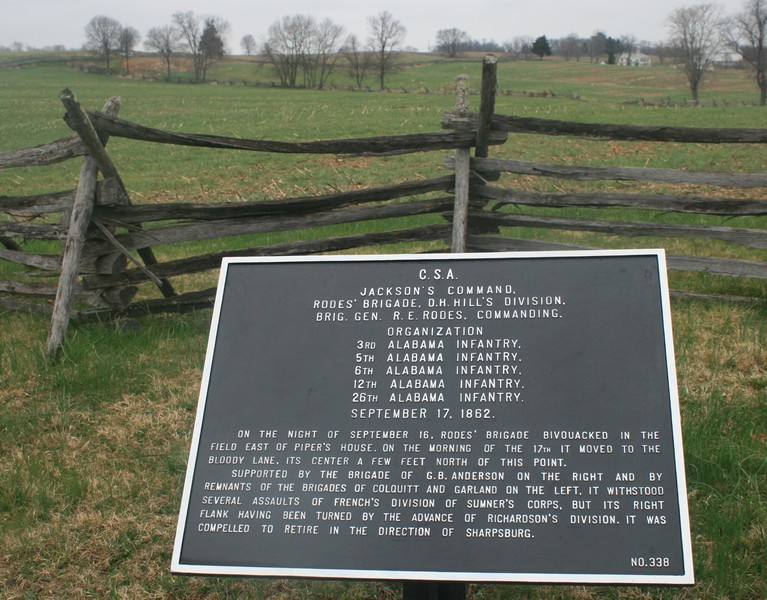
3-й Алабамский на мемориале бригаде Роуса на Санкен-Роуд

10 июля 1861 года полковник Уитерс стал бригадным генералом и покинул полк, на его место был назначен подполковник Ломакс (Баттл стал подполковником). В ноябре полк был включён в бригаду Уильяма Махоуна.
Оставался в Норфолке вплоть до эвакуации города 5 мая 1862 года, после чего отступил вместе с основными силами южан к Питерсбегу, а в середине мая все подразделения Норфолкского департаменты были переведены в Северовирджинскую армию, в дивизию Хьюджера.

### Сражение при Севен-Пайнс
31 мая 1862 года полк находился в резерве и был введён в бой только на второй день сражения с целью остановить атаку северян. В составе бригады Махоуна ударил в стык 81-го Пенсильванского и 52-го Нью-Йоркского полков дивизии Ричардсона, опрокинув 81-й полк и вынудив отступить часть 52-го. Вырвавшись вперед и оказавшись в полуокружении, полк получил приказ отойти. Генерал Махоун потом писал, что атака 3-го Алабамского «повергла линию Ричардсона в панику и беспорядок, и если бы у нас было какое-то представление о позиции противника и внятные инструкции о том, что делать, то несомненно, это был бы решающий удар по противнику». В этом бою было полк потерял 38 человек убитыми (в т. ч. полковника Ломакса, адъютанта Джонстона и командира роты C капитана Роберта Мэйса), 123 ранеными (в т. ч. подполковника Бэттла и капитанов Фелана и Честера) и 14 пропавшими без вести, понеся самые тяжёлые потери из трёх полков бригады.
После сражения Бэттл получил звание полковника, но оставался в отпуске до сентября.

### Бой при Малверн-хилл
15 июня 1862 полк был переведён в 1-ю бригаду дивизии Хилла, которой командовал бригадный генерал Роберт Роудс.
В самом конце Семидневного сражения, 1-го июля, дивизия Хилла находилась во второй линии Северовирджинской армии с приказом атаковать высоту Малверн-хилл вслед за бригадой Армистеда из дивизии Хьюджера. До вечера на позициях Армистеда стояло относительное затишье, и бригады Хилла начали устраиваться на ночь. Однако в 18 часов, ошибочно приняв шум на своем правом фланге за общее наступление, Хилл приказал своим бригадам атаковать. Густые заросли помешали южанам выйти на рубеж атаки одновременно, в результате чего все пять бригад атаковали хорошо укреплённые федеральные позиции, находившиеся на возвышенности, по отдельности и были отброшены ружейно-артиллерийским огнём с большими потерями. Согласно рапорту генерала Роудса, 3-й Алабамский полк потерял 37 человек из 345 убитыми (в т. ч. шестерых знаменосцев) и 163 ранеными (в т. ч. командира роты D капитана Ричарда Холмса Пауэлла), понеся наиболее тяжёлые потери среди полков 1-й бригады.

### Мэрилендская кампания
В сентябре полковник Баттл вернулся в строй, и полк был отправлен на север для участия в Мэрилендской кампании.
3 сентября 1862 года генерал Ли приказал генералу Хиллу отправить три бригады его дивизии для занятия переправ через р. Потомак, пока основные силы армии под командованием Джексона, Лонгстрита и Стюарта двигались на Лисберг. В соответствии с этим приказом, бригада Роудса, усиленная артиллерией, выдвинулась к броду Чикс-Форд близ устья р. Монокаси. 4 сентября около 16:00 бригада вышла на южный берег р. Потомак и остановилась для рекогносцировки. Вероятно, от местных жителей Роудс узнал, что северный берег реки охраняют 37 человек из роты E Мэрилендской Потомакской территориальной бригады (англ. Maryand Potomac Home brigade) под командованием лейтенанта Бёрка. По приказу генерала Хилла Роудс отправил 3-й Алабамский полк переправиться через реку. Переправу прикрывали артиллерия и три пехотных роты. Первым на северный берег реки ступил капитан Джон Симпсон, за которым следовали три роты 3-го полка. Считается, что Симпсон первым из армии Северной Виргинии ступил на землю штата Мэриленд. Отряд лейтенанта Бёрка, заметив приближение противника, поспешно ретировался.
Запасшись продовольствием в покинутом северянами лагере, расположенном неподалеку магазине и на борту захваченной баржи, южане разрушили перемычку, отделявшую канал Чесапик-Огайо от реки Потомак, и безуспешно пытались разрушить акведук через реку Монокаси.
Лейтенант Бёрк отправил своему командованию паническое сообщение, в результате чего полковник Чарльз Бэннинг, чей сформированный тремя месяцами ранее 87-й Огайский пехотный полк стоял гарнизоном на мысе Рокс, оставил позиции и отправил столь же панический доклад вышестоящему начальству..

### Бой у Бунсборо (Южной горы)
Около полудня 14 сентября 1862 года генерал Хилл послал бригаду Роудса оборонять один из проходов через южные отроги Южной горы, известный как ущелье Тернера, на левом фланге позиций конфедератов. Полки бригады заняли два холма по обе стороны дороги, ведущей к Зиттлстауну, 3-й Алабамский полк находился в центре, непосредственно к югу от дороги.
Около 17 часов федеральные дивизии Джорджа Мида и Джона Хэтча атаковали позиции южан. Первый удар по позициям бригады Роудса наносила бригада Сеймура из дивизии Мида (275 человек из 13-го Пенсильванского резервного полка при поддержке 2-го Пенсильванского резервного полка и двух рот 1-го Пенсильванского резервного полка). Сеймур с разрешения Мида был намерен взять северный холм и атаковать Роудса с правого фланга. При этом еще две бригады из дивизии Мида — Галлахера и Мэгилтона — наносили атаковали с фронта.
Сбив с позиций передовые отряды стрелков под командованием капитана Эдварда Риди (командира роты I 3-го Алабамского полка) и лейтенанта Роберта Парка (из 12-го Алабамского полка), северяне вступили в бой с полками Роудса на склоне южного холма, обходя позиции конфедератов с левого фланга. 3-й Алабамский полк отбивал атаки 9-го и 11-го Пенсильванских полков из бригада Галлахера. После ожесточённого сопротивления южане вынуждены были отступить к вершине холма, где вновь заняли оборону. В ожесточенном бою полки южан понесли серьезные потери, однако из-за наступления тьмы овладеть проходом северяне так и не сумели. В 23 часа бригада Роудса оставила позиции и отступила к Шарпсбургу.

### Сражение при Энтитеме

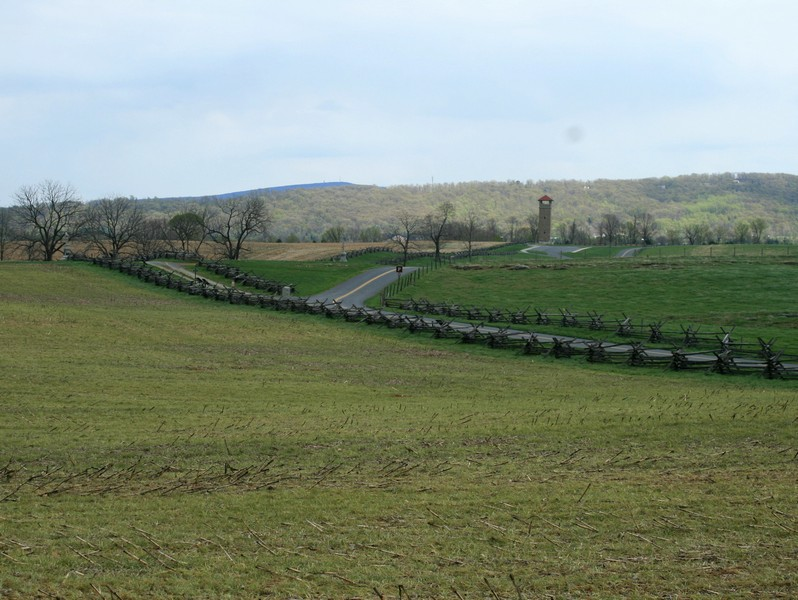
Позиция бригады Роудса на Санкен-Роуд (вид с фронта). Башня обозначает правый фанг соседней бригады Андерсона.

Около 9 часов утра федеральная дивизия генерала Уильяма Френча по неизвестным причинам потеряла связь со своим корпусом и двинулась на юг, в сторону позиций конфедеративной дивизии Дэниела Хилла. У Хилла из пяти бригад полностью боеспособными к тому времени осталось только две: алабамская бригада Роудса и северокаролинская бригада Джорджа Андерсона. Однако южане занимали хорошую позицию: по склону холма проходила заглубленная дорога, которая представляла собой естественную траншею. 3-й Алабамский полк находился в центре участка, занятого бригадой Роудса.
Начиная с 9:30, в течение часа три федеральных бригады (Макса Вебера, Дуайта Морриса и Нэйтана Кимбалла) по очереди атаковали южан, но были отбиты контратаками и сильным ружейным огнем, потеряв 1750 из 5700 человек убитыми и ранеными.
К 10:30 к обеим сторонам прибыло подкрепление: конфедеративная дивизия генерал-майора Ричарда Андерсона и федеральная дивизия генерал-майора Израэля Ричардсона. Около полудня федеральная бригада Джона Колдуэлла (350 человек из 61-го и 64-го Нью-Йоркского полков под командованием полковника Фрэнсиса Барлоу), обходя южан с фланга, сумела захватить господствующую высоту и начала простреливать заглублённую дорогу анфиладным огнём, нанеся южанам огромный урон. Подполковник Джеймс Лайтфут, заменивший тяжелораненого полковника Джона Гордона во главе 6-го Алабамского полка, неправильно истолковал приказ генерала Роудса и увел свой полк к Шарпсбургу, за ним последовали и остальные полки Алабамской бригады. К 13:00 заглубленная дорога перешла в руки северян.

### Сражение при Фридриксберге
13 декабря 1862 года дивизия Дэниела Хилла находилась в резерве Второго корпуса генерала Джексона и активного участия в бою не принимала. Полковник Бэттл получил тяжёлую травму, когда его придавила упавшая лошадь, и не смог командовать 3-м Алабамским полком в этом сражении.
После 14:00, когда северяне перенесли основное направление удара на позиции корпуса Лонгстрита, Джексон по собственной инициативе пытался организовать контрудар силами своих четырёх дивизий, поставив в голову атакующей колонны дивизию Дэниела Хилла. Однако бригады Хилла рассеялись, пробираясь через густые заросли, и были вынуждены остановиться. К тому времени стало очевидно, что артиллерия северян отлично пристрелялась по открытой местности, по которой предстояло наступать конфедератам, и Джексон отменил атаку.
14 декабря дивизия Хилла находилась во второй линии, а 15 декабря около 15:00 заняла первую линию — бригада Роудса сменила «бригаду каменной стены» Элайши Пэкстона из дивизии Тальяферро. Во время краткого перемирия бригада Роудса занялась выносом убитых и раненых северян.

### Сражение при Ченселорвилле
Во время сражения при Чанселорвилле 3-м Алабамским полком командовал капитан Малахия Бонэм. Ему помогали капитаны Джон Честер и Уоткинс Фелан, а также адъютант Пикетт. Роудс к этому времени возглавил дивизию, а полковник Эдвард О'Нил стал командиром бригады.
2 мая в 17:15 корпус Джексона, совершив обходной маневр, атаковал XI корпус северян (под командованием Оливера Ховарда) с правого фланга. Дивизия Дэниела Хилла (под командованием генерала Роудса) находилась в первом эшелоне. Отогнав противника на две мили к востоку, до дороги-лежнёвки в миле к западу от Чанселорвилла, в 19:15 Роудс получил разрешение отвести свои войска в тыл для перегруппировки.
Утром 3 мая дивизия Роудса сформировала третью линию в наступательных порядках корпуса Джексона, командование которым перешло к Джебу Стюарту. После того, как атака дивизий Хилла и Колсона была отбита, Стюарт бросил в атаку дивизию Роудса, свой последний резерв. Ее атака была дважды отбита южанами, но в конечном итоге федеральная оборона оказалась прорвана.

### Сражение при Геттисберге
Полк сражался на Оак-Ридж 1 июля и на Калп-Хилл 2 и 3 июля. Им командовал полковник Каллен А. Баттл, численность полка на первый день сражения: 27 офицеров и 323 солдата. В результате сражения погибли 17 человек и 74 получили ранения. Подполковник Форсайт был ранен в лодыжку, а майор Роберт Сэндс был ранен в колено. Лейтенант Альберт Уилкокс был убит, а лейтенант Уильям Н. Кедьярд был ранен и взят в плен. За руководство полком во время сражения, полковник Батл удостоился похвалы от генералов Рамсера и Эрли.

Текст с памятника бригаде О'Нила в Геттисберге:
1 июля. Вскоре после прибытия на эту позицию три полка атаковали фланг Союза, 5-му полку было приказано охранять широкий промежуток между своей бригадой и бригадой Доулза в долине слева, а 3-й полк присоединился к бригаде Даниэля, а затем к бригаде Рамсера. Три полка были отбиты с большими потерями, но вся бригада приняла участие в общей атаке, вскоре предпринятой конфедератами, которая окончательно выбила силы Союза из Семинари-Ридж.
2 июля. Бригада весь день находилась на позициях в городе или вблизи него, но не вступала в бой.
3 июля. 5-й Алабамский полк находился на южных границах города, ведя огонь по артиллерии Союза из своих дальнобойных винтовок. Остальные полки двинулись к Калпс-Хилл, чтобы усилить дивизию Джонсона.
4 июля. Полк отошел в Семинари-Ридж. Ночью начался марш на Хагерстаун.

### Кампания Бристоу
Полк потерял одного человека убитым, и одного раненым.

### Сражение при Майн-Ран
Полк понес потери в количестве 5 человек.
Распущен в апреле 1865 года в Аппоматоксе.
Всего за время Гражданской войны в полку служил 1651 человек, из них 260 были убиты или скончались от ран, и 119 умерли от других причин.